# Belvis
Belvis é uma comuna francesa na região administrativa de Occitânia, no departamento de Aude. Estende-se por uma área de 23,61 km². Em 2010 a comuna tinha 165 habitantes (densidade: 7 hab./km²).